# Big C

Big Cのマーク

ベトナムのBig Cのマーク

Big C (タイ語: บิ๊กซี ซูเปอร์เซ็นเตอร์) は、タイとベトナム、香港で展開するスーパーマーケット店。

## 歴史
- 1993年 - セントラル・グループの子会社Central Superstore Co., Ltd.の名前で創業開始。
- 1994年1月15日 - バンコクのChaengwattana通りに1号店オープン。
- 1995年 - タイ証券取引所に上場。SETコード名はBiGC。
- 1998年 - カジノ・グループがCasino Supermarchéの名前で、ベトナムに出店。
- 2004年 - ベトナムのCasino Supermarchéが、Big Cに改名。
- 2026年8月 - 香港の小売りチェーン阿布泰国生活百貨（阿布泰、アバウタイ）を買収すると発表、アバウタイの香港の店舗をBig Cに切り替える[1]。

## 店舗
（2008年12月現在、香港は2023年12月現在）

### バンコク都内

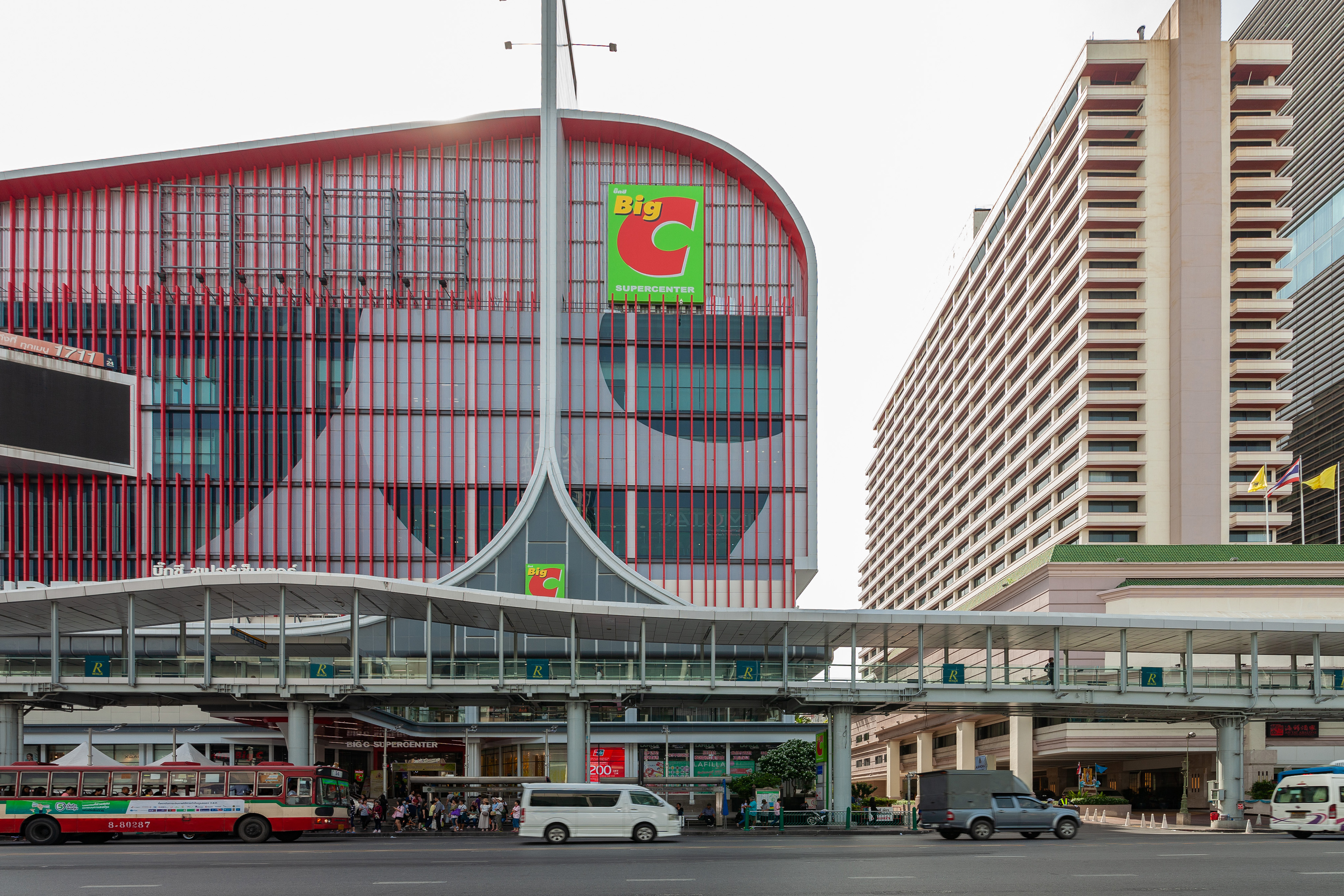
ラチャダムリ店

- ラチャダムリ（ラチャダムリ通りを挟んで、セントラルワールドの目の前にある）
- バンナー
- Bangplee
- チェンワッタナ - 第1号店
- Dao Kanong
- ドンムアン
- エカマイ
- Fashion Island
- Huamark
- ラートプラーオ
- Lamlukka
- Navanakorn
- Omyai
- Phetkasem
- ラマ2世通り
- ランシット
- ランシット・クロン6
- Rat Burana
- サパーンクワーイ
- Sukhaphiban3
- Suksawat
- Wong Sawang

#### サムットプラーカーン県
- サムロン（ショッピングセンター「インペリアルワールド」内）
- プーチャオ

#### ノンタブリー
- ラタナティベート
- Tiwanon

### タイ国内

#### 北部
- チェンマイ
- チェンライ
- ランパーン
- ランプーン
- ナコン・サワン
- ペチャブーン
- ピサヌローク
- プレー
- スコータイ

#### 中部
- アユタヤ
- ロッブリー
- ナコンパトム
- ペチャブリー
- ラーチャブリー

#### 南部
- ハジャイ
- クラビー
- パッターニー
- プーケット
- スラートターニー

#### 東北部
- ブリーラム
- チャイヤプーム
- コーンケン
- コラート
- マハーサーラカーム
- サコンナコン
- スリン
- ウボンラーチャターニー
- ウドーンターニー
- ヤソートーン

#### 東部
- チャチュンサオ
- チョンブリ
- パタヤ
- プラチンブリー
- ラヨーン
- サケーオ

### ベトナム国内

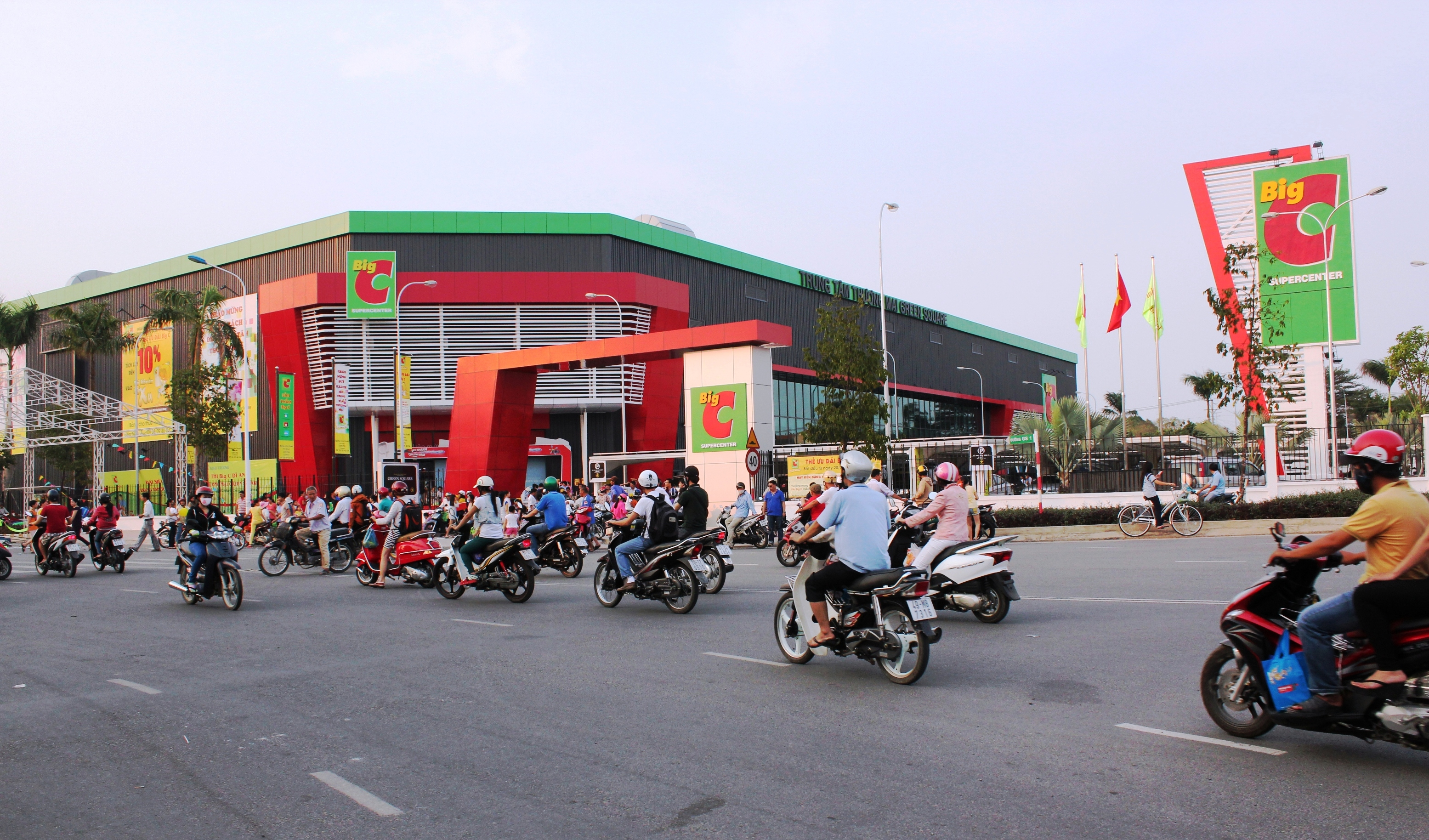
ベトナムのBig C

- ハノイ
- ハイフォン
- ダナン
- フエ[2]
- ホーチミン
- ビエンホア
- タインホア
- ナムディン

### 香港

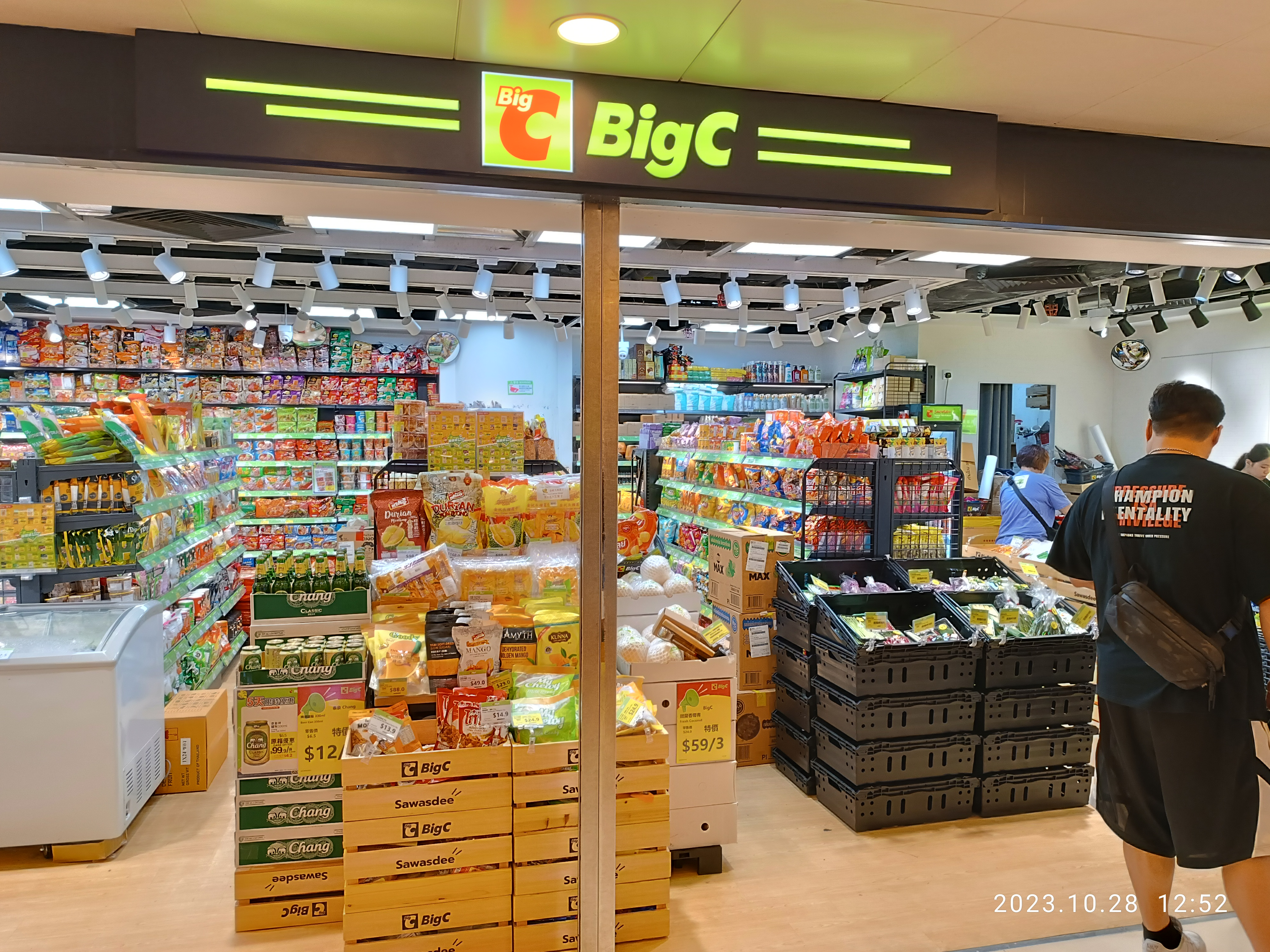
香港・康怡広場のBig C

#### 香港の店舗一覧はこちらを参照。
- 美麗華広場
- 荷李活商業中心
- 奧海城三期
- 青衣城（中国語版）
- 金鐘廊
- 本徳大厦
- 美輪大廈
- 康怡広場

など